# فاينل فانتسي 3
فاينل فانتسي 3 (بالإنجليزية: Final Fantasy III)‏ (باليابانية: ファイナルファンタジーIII) ، هي الجزء الثالث من سلسلة فاينل فانتسي، صدرت من قبل شركة سكوير عام 1990م. وهي أول لعبة في السلسلة بميزة نظام تغيير الوظيفة.
تدور القصة حول أربعة شبان أيتام تجذبهم كريستالة مضيئة، وتمنحهم هذه الكريستالة شيئا من قوتها، وتشير عليهم بأن يعيدوا التوازن إلى العالم. ورغم جهلهم بطبيعة كلام الكريستالة، فإنهم ينطلقون في رحلة لاستكشاف العالم وإعادة التوازن إليه.
أصدرت اللعبة أولا في اليابان في 27 أبريل 1990. ولم تصدر خارج اليابان حتى إصدار نسخة نينتندو دي إس في 24 أغسطس 2006. وحتى ذلك الوقت، كان هذه اللعبة هي لعبة فاينل فانتسي الوحيدة التي لم تصدر سابقا في أمريكا الشمالية أو أوروبا. وكانت هناك خطط سابقة لإعادة إنتاج اللعبة على جهاز بانداي وندر سوان، على غرار ما حصل مع اللعبة الأولى والثانية والرابعة من السلسلة، ولكن اللعبة واجهت عدة تأخيرات وتم إلغاؤها في نهاية المطاف بعد إلغاء نظام الألعاب قبل أوانه. وحظيت نسخة نينتندو دي إس باستقبال إيجابي على الصعيد الدولي، وبيع منها أكثر من مليون نسخة في اليابان.
أصدرت اللعبة أيضا على أنظمة أخرى كثيرة: نسخة فرتشويل كونسول في اليابان (ونسخة فاميكوم) في 21 يوليو 2009 (وي) و8 يناير 2014 (وي يو)، آي أو إس في 24 مارس 2011، أندرويد في 12 مارس 2012، بلاي ستيشن بورتابل في أواخر سبتمبر 2012 (النسخة الوحيدة القابلة للتحميل خارج اليابان عبر بلاي ستيشن نتورك) وحدة أويا القائمة على أندرويد في 11 أبريل 2013.

## وصلات خارجية
- فاينل فانتسي 3 على موقع IMDb (الإنجليزية)
- Official North American website
- الموقع الرسمي
- Official Japanese website (باليابانية)